# Santiago del Campo
Santiago del Campo ist ein Ort und eine Gemeinde  (municipio) mit 247 Einwohnern (Stand: 2024) in der Provinz Cáceres in der Autonomen Gemeinschaft Extremadura.

## Lage und Klima
Santiago del Campo liegt in einer Höhe von ca. 350 m. Der Almonte begrenzt die Gemeinde im Süden und Wewten. Das Stadtzentrum von Cáceres befindet sich ca. 14 Kilometer südlich. Durch die Gemeinde führt die Autovía A-66.

## Bevölkerungsentwicklung
| Jahr      | 1970 | 1981 | 1991 | 2001 | 2011 | 2021 |
| Einwohner | 982  | 538  | 382  | 318  | 295  | 234  |

## Sehenswürdigkeiten

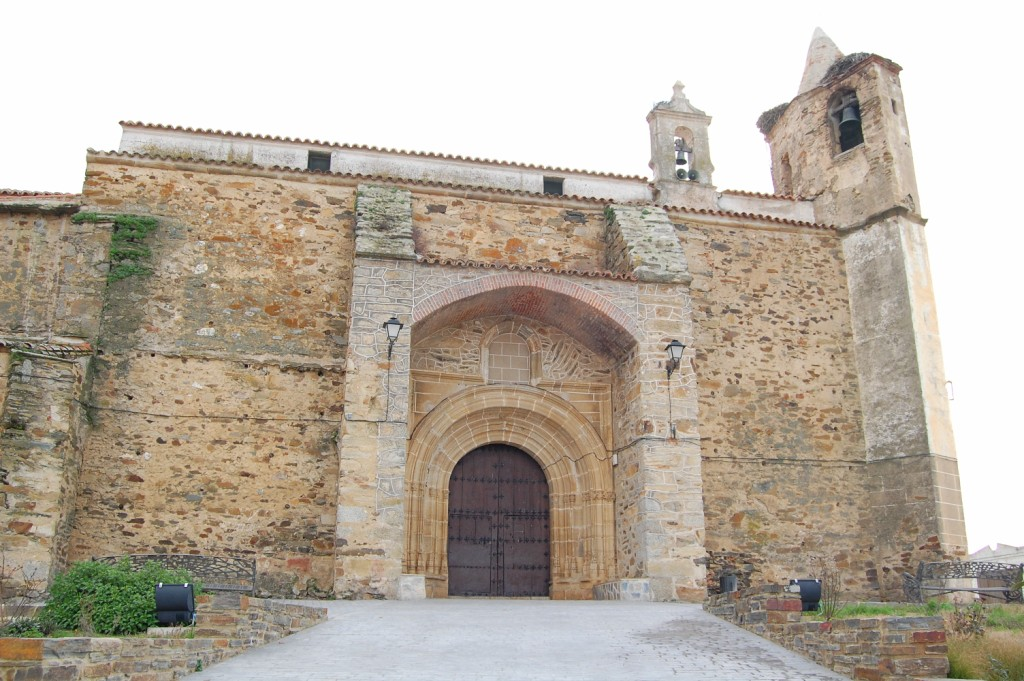
Jakobuskirche

- Jakobuskirche